# Eustroma
Eustroma là một chi bướm đêm thuộc họ Geometridae.

## Các loài
- Eustroma aerosum (Butler, 1878)
- Eustroma aurantiarium (Moore, 1868)
- Eustroma aurigenum (Butler, 1880)
- Eustroma chalcopterum (Hampson, 1895)
- Eustroma changi (Inoue, 1986)
- Eustroma elistum (Prout, 1940)
- Eustroma hampsoni (Prout, 1958)
- Eustroma inextricatum (Walker, 1866)
- Eustroma japonicum (Inoue, 1986)
- Eustroma mardinatum (Staudinger, 1895)
- Eustroma melancholicum (Butler, 1878)
- Eustroma mixtilineatum (Hampson, 1895)
- Eustroma promachum (Prout, 1940)
- Eustroma reticulatum (Denis & Schiffermüller, 1775)